# بیکوویتسه
بیکوویتسه (به چکی: Býkovice) یک منطقهٔ مسکونی در جمهوری چک است که در ناحیه بلانسکو واقع شده‌است. بیکوویتسه ۵٫۱۱ کیلومتر مربع مساحت و ۱۷۱ نفر جمعیت دارد و ۳۸۴ متر بالاتر از سطح دریا واقع شده‌است.